# Colpophyllia natans
Colpophyllia natans es una especie de coral pétreo que se encuentra principalmente en el mar Caribe y el golfo de México. Habita las laderas y cumbres de los arrecifes de coral, hasta una profundidad máxima de cincuenta metros. Se caracteriza por grandes colonias en forma de cúpula, que pueden medir hasta dos metros de diámetro, y por la red de crestas y valles en su superficie. Las crestas son generalmente de color marrón con una única ranura, y los valles pueden ser de color castaño, verde o blanco y su anchura es uniforme, midiendo típicamente 2 cm. Los pólipos solo extienden sus tentáculos durante la noche.

## Distribución y hábitat
Colpophyllia natans habita los arrecifes de coral del mar Caribe y del golfo de México, y tiene mayor concentración en las costas de Honduras, el este de la península de Yucatán, el sur de Florida, Puerto Rico, las Islas Vírgenes y Cuba. 
Es especie nativa de Anguila; Antigua y Barbuda; Bahamas; Barbados; Belice; Bonaire, (Saba, Sint Eustatius); islas Cayman; Colombia; Costa Rica; Cuba; Curaçao; Dominica; República Dominicana; Estados Unidos; Granada; Guadalupe; Haití; Honduras; Jamaica; México; Montserrat; Nicaragua; Panamá; Saint Barthélemy; San Kitts y Nevis; Santa Lucía; San Martín (parte francesa); San Vicente y las Granadinas; Sint Maarten (parte holandesa); Trinidad y Tobago; Turks y Caicos; Venezuela; islas Vírgenes (británicas).
Es identificable en los registros fósiles desde el Plioceno temprano.
C. natans es considerada una de las especies dominantes en la construcción de arrecifes de coral en la región del Caribe, y es una especie común en las repisas y laderas de los arrecifes menos profundos. Se puede encontrar hasta una profundidad de cincuenta metros, pero prefiere establecerse cerca de la superficie.

## Descripción
Las colonias individuales de Colpophyllia natans suelen ser grandes y por lo general tienen una forma de cúpula, cuya curvatura típicamente aumenta con el tamaño, y por lo tanto la edad, de la colonia. Crece hasta los dos metros de diámetro. Ocasionalmente las colonias pueden tener una forma de discos planos, sobre todo cuando son relativamente jóvenes.
Siendo una especie de coral cerebro, la superficie del esqueleto se compone de una red curvada y bobinada de valles y crestas (o paredes) que se asemejan a la arquitectura de plegado común al cerebro mamífero.

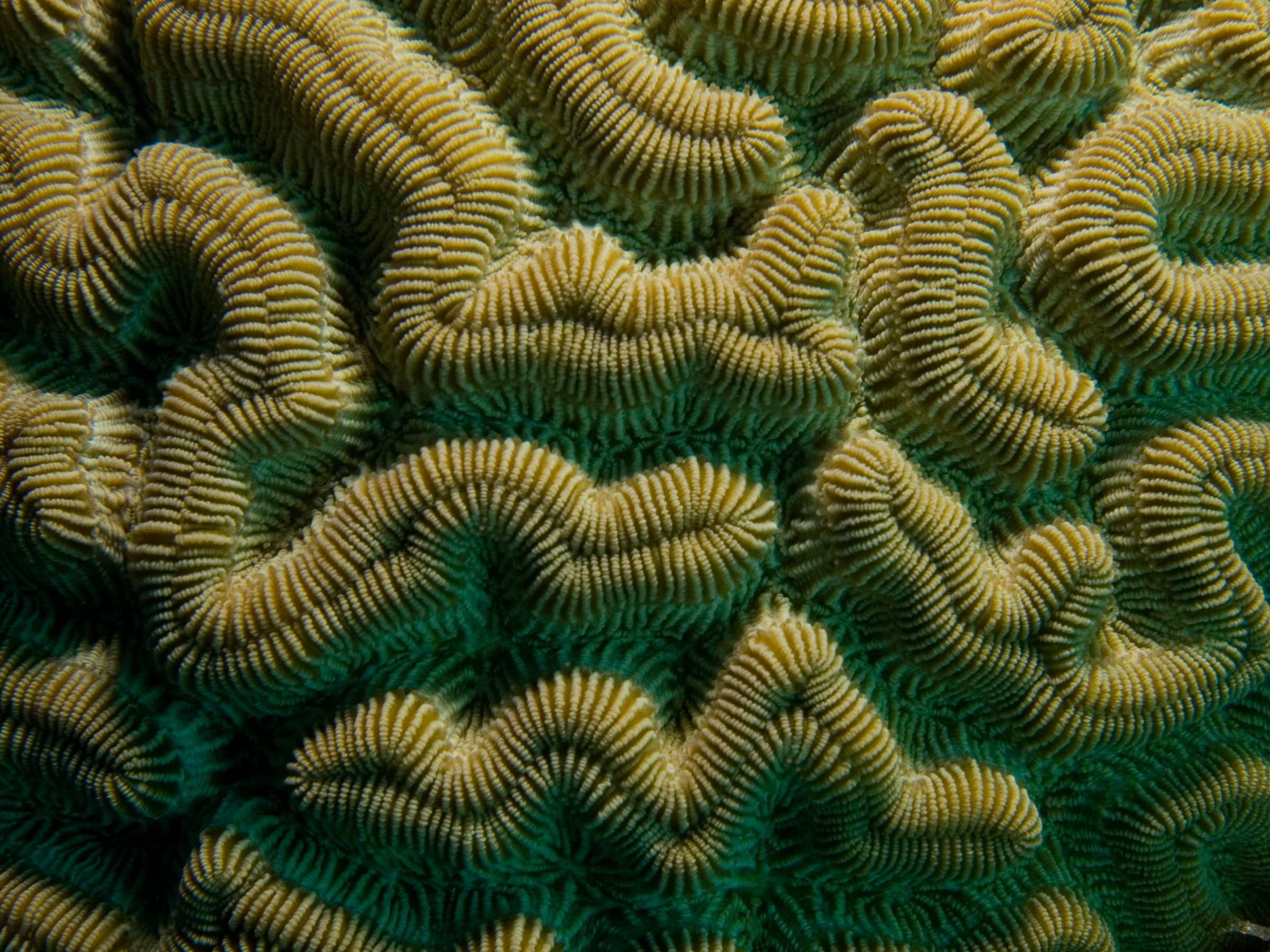
Detalle de valles y crestas de C. natans.

Los colores de las crestas y valles varían entre las colonias. Las crestas suelen tener distintos tonos de marrón, mientras que los valles tienen un color blanquecino, verde o marrón. Las cimas de las crestas están indentadas con una delgada ranura única. Las crestas y los valles puede tener hasta 2 centímetros de ancho, y es esta anchura que la distingue de la más estrecha Diploria, que de otro modo puede tener una apariencia semejante. Los pólipos solo extienden sus tentáculos por la noche.
Por su forma robusta, su tamaño y su crecimiento lento, C. natans tiene mayor facilidad de sobrevivir en condiciones adversas en las que sucumben corales más pequeños y frágiles, tales como el coral lechuga (Agaricia agaricites). C. natans, y la especie simpátrica Montastraea annularis, son menos susceptibles de ser sofocados por un bloom de algas, y demostraron que pueden resistir los efectos de huracanes, como los del huracán Allen en la costa de Jamaica en 1980. 
Los corales en el Caribe son susceptibles al blanqueo causado por altas temperaturas del agua y la radiación solar. Un estudio de nueve meses realizado en 2005 comparó la mortalidad por blanqueo de C. natans a la de Porites porites, que tiene una morfología en forma de dedo. A pesar de que el blanqueo afectó ambas especies con la misma severidad, el 56% de las colonias de P. porites murió a causa del blanqueo, mientras que la mortalidad por blanqueo de C. natans solo era del 8% de las colonias afectadas.
Sin embargo, el blanqueo provocó una incidencia generalizada del síndrome de coral conocido como plaga blanca tipo II, lo que resultó en una mortalidad relacionada al blanqueo de 42% entre C. natans durante 9 meses, casi tan alta como la de P. porites.

## Ciclo de vida

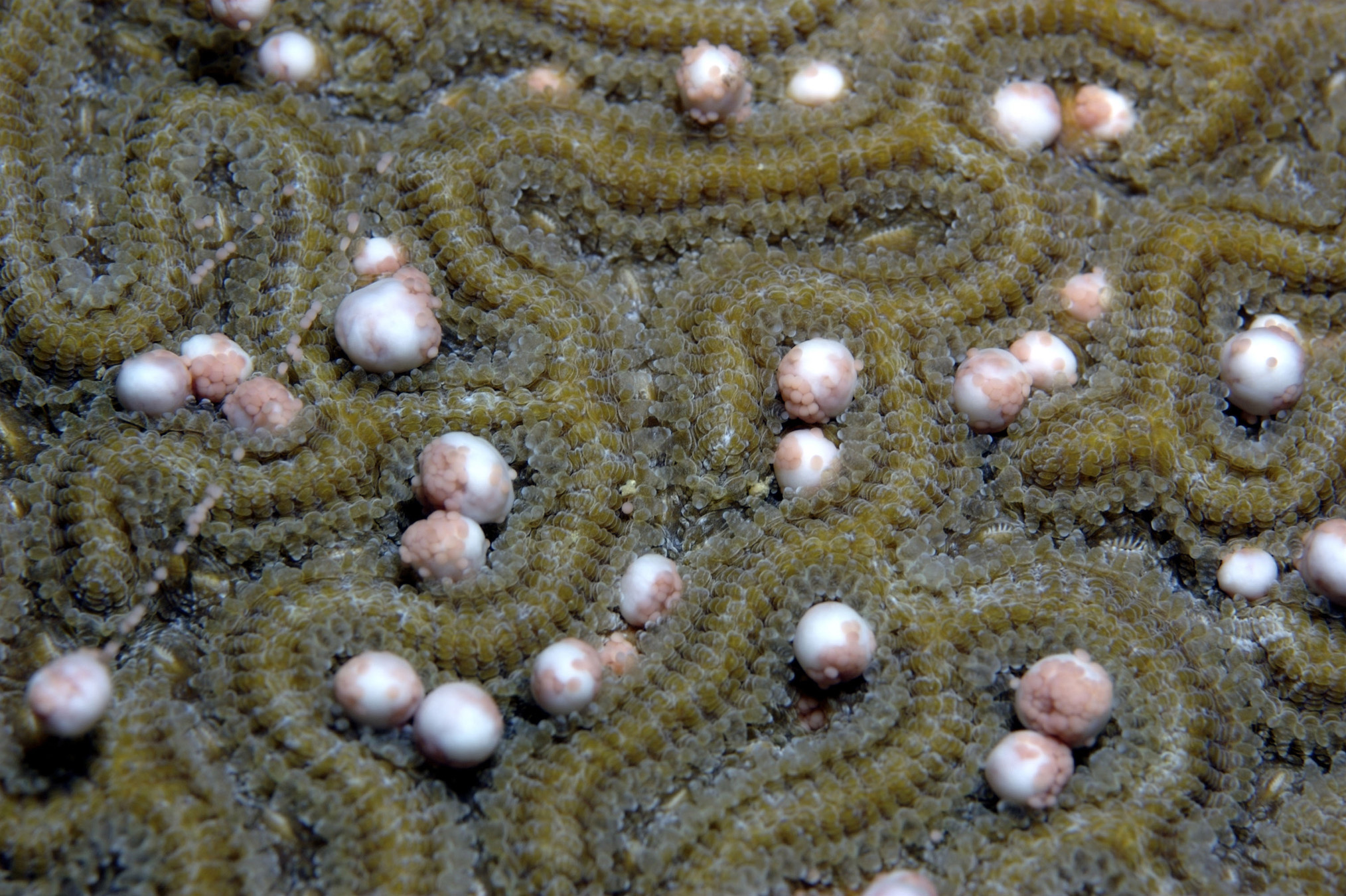
Colpophyllia natans desovando en Flower Garden Banks, EE. UU.

C. natans es un reproductor de difusión hermafrodita que libera una gran cantidad de gametos sincrónicamente para propagar la fertilización. Cada pólipo individual tiene las capacidades reproductivas del sexo masculino y femenino y genera óvulos y esperma simultáneamente. Después de la fecundación, el cigoto se convierte en una larva microscópica llamada plánula, que, después de desplazarse a un sustrato adecuado, se ancla y, tras metamorfosearse a pólipo, se reproduce asexualmente por gemación, dando origen a una nueva colonia. Este método de reproducción sexual tiene un alto índice de fracaso en varias de sus etapas y pocas colonias nuevas logran crecer con éxito.
C. natans es más susceptible a enfermedades que la mayoría de las demás especies de coral en su hábitat. Un total de siete enfermedades pueden afectarla y es una de las veintidós especies de coral en el mundo afectado por más de tres enfermedades. Es uno de los corales caribeños más afectados por la enfermedad conocida como banda negra y que sufre de la enfermedad banda amarilla, junto con las especies del género Montastraea. Una forma particularmente agresiva de la plaga blanca, conocida como WPL III, ha sido documentada atacando únicamente a colonias muy grandes de C. natans y Montastraea annularis. Otras enfermedades identificadas incluyen plaga blanca tipo I y II, mancha negra, y anomalías esqueléticas, tales como tumores y agallas. Otro patógeno, aún no identificado, causó la muerte de aproximadamente la mitad de los corales presentes en Bird Key Reef (Dry Tortugas, cayos de la Florida) dentro de un periodo de un año, entre 2001 y 2002.
A pesar de esta susceptibilidad a enfermedades, C. natans tiene una longevidad larga, y existen colonias que pueden vivir hasta más de doscientos años.

## Taxonomía
La primera descripción de Colpophyllia natans como especie fue publicada por el naturalista y médico holandés Maarten Houttuyn. Basando su trabajo en Linneo, Houttuyn publicó una serie de 37 volúmenes de historia natural entre los años 1761 y 1785, titulado Natuurlyke histórica, de Uitvoerige beschryving der dieren, planten, en mineraalen, volgens het samenstel van den Heer Linneo. Met naauwkeurige afbeeldingen ("Historia natural, y extensa descripción de los animales, plantas y minerales, según la compilación del señor Linneo, con ilustraciones precisas"). Los volúmenes 17 y 18 —los volúmenes finales de la sección de zoología— fueron publicados en 1772 y se centraron en los pólipos, incluido una description de  C. natans. Houttuyn nombró la especie como Madrepora natans, pero fue posteriormente incluida en el género Colpophyllia por Henri Milne-Edwards y Jules Haime en 1848. El primo de Maarten Houttuyn, Frans Houttuyn, un impresor y librero, imprimió la serie y es a veces erróneamente acreditado para el trabajo y también erróneamente nombrado como padre de Houttuyn.
Un sinónimo de C. natans es Meandrina gyrosa, atribuido a Lamarck, 1816. Existe controversia sobre si Colpophyllia breviserialis es la misma especie.

## Galería

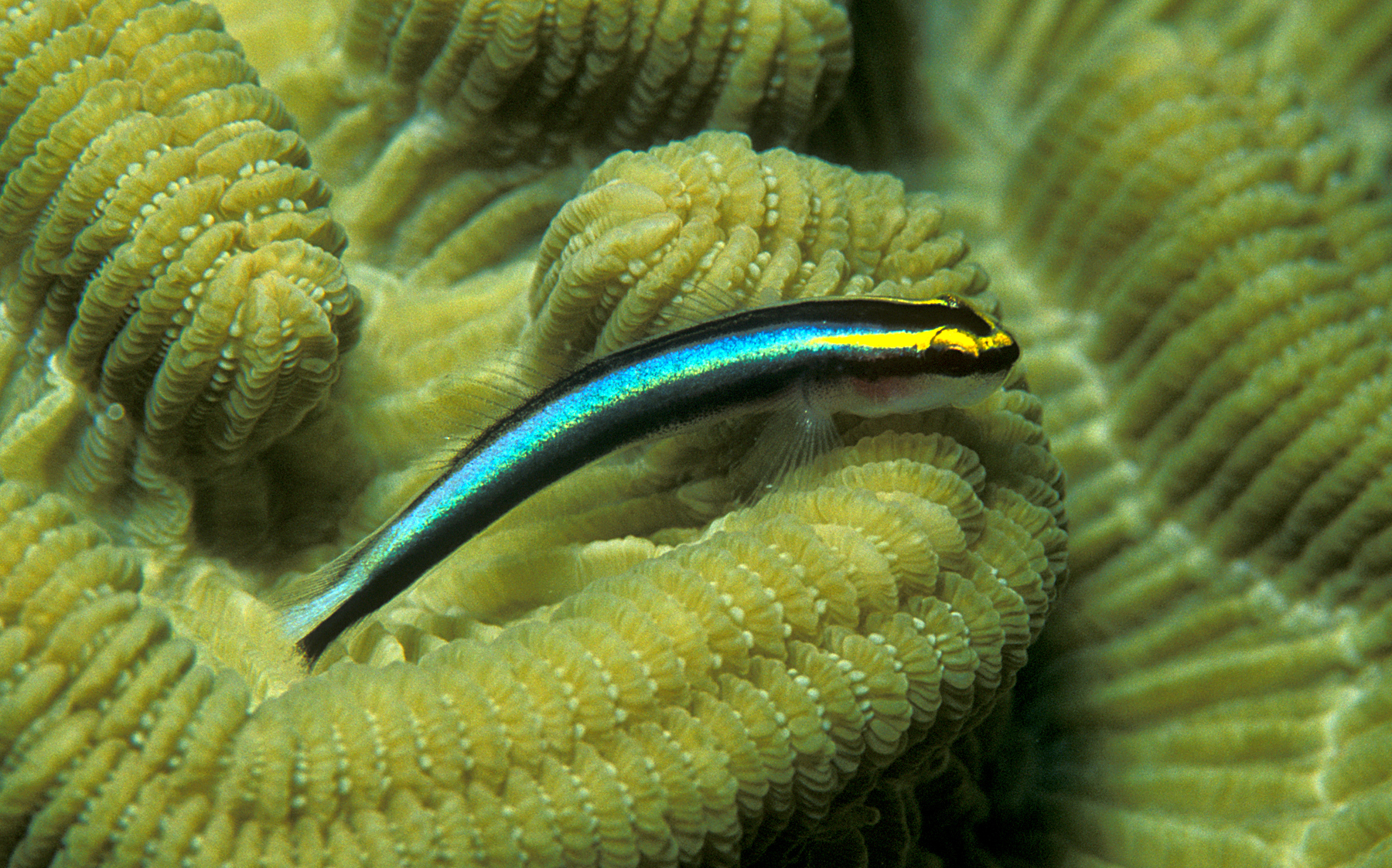
Elacatinus evelynae entre los pliegues de C. natans
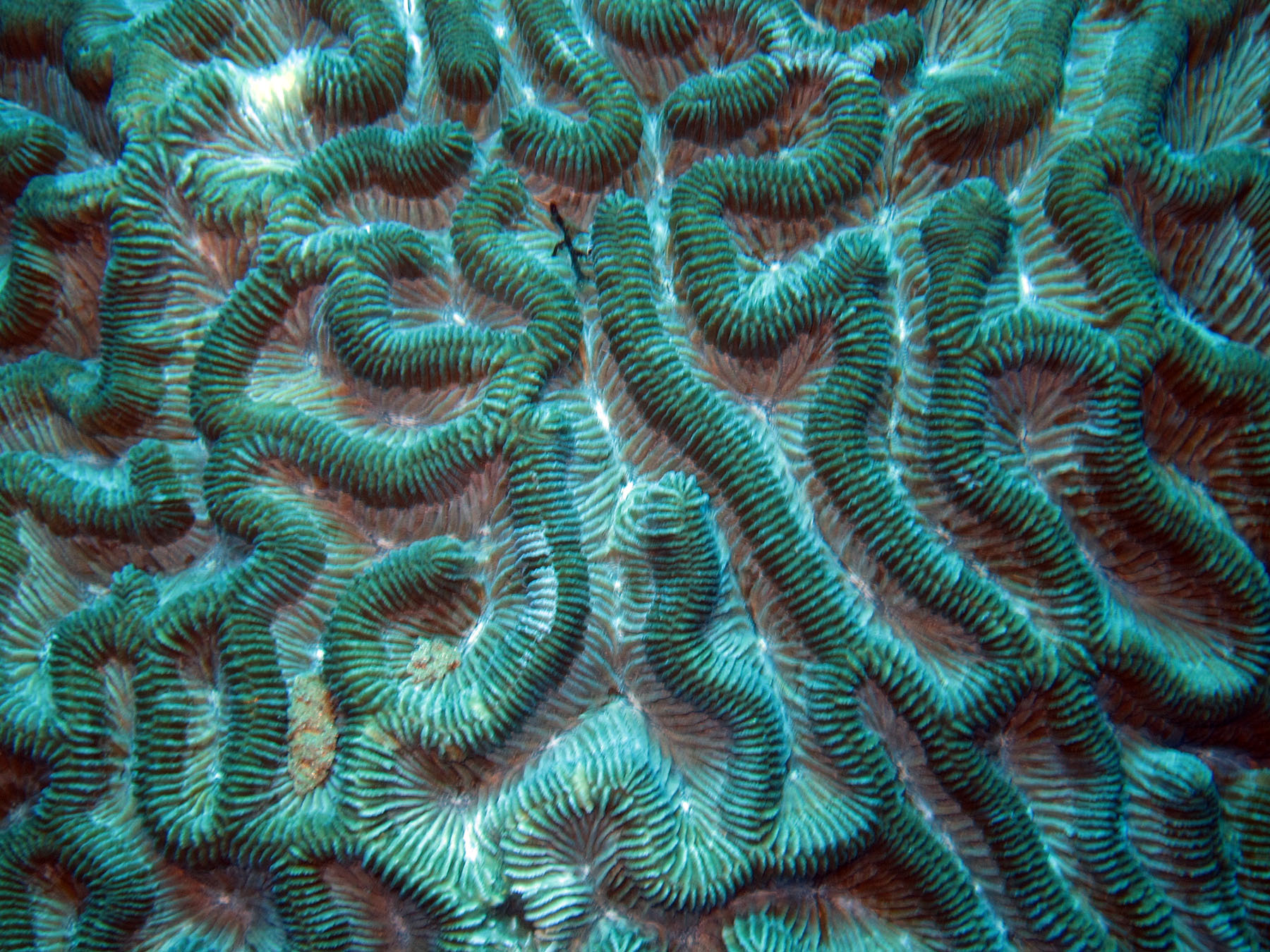
Detalle de pliegues y valles
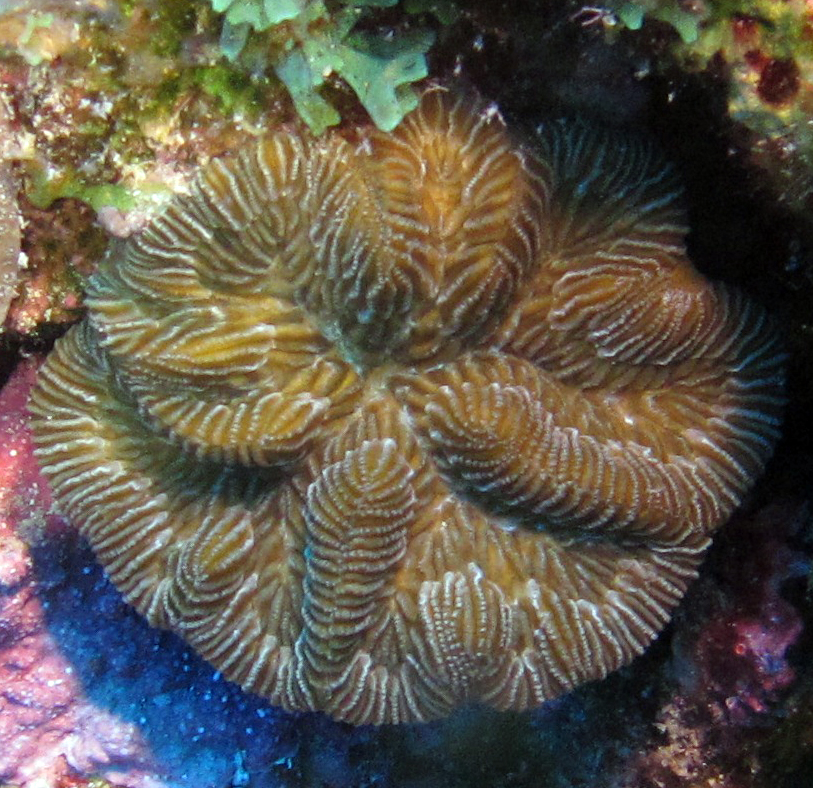
Colonia joven de C. natans en Flower Garden Banks, EE.UU.
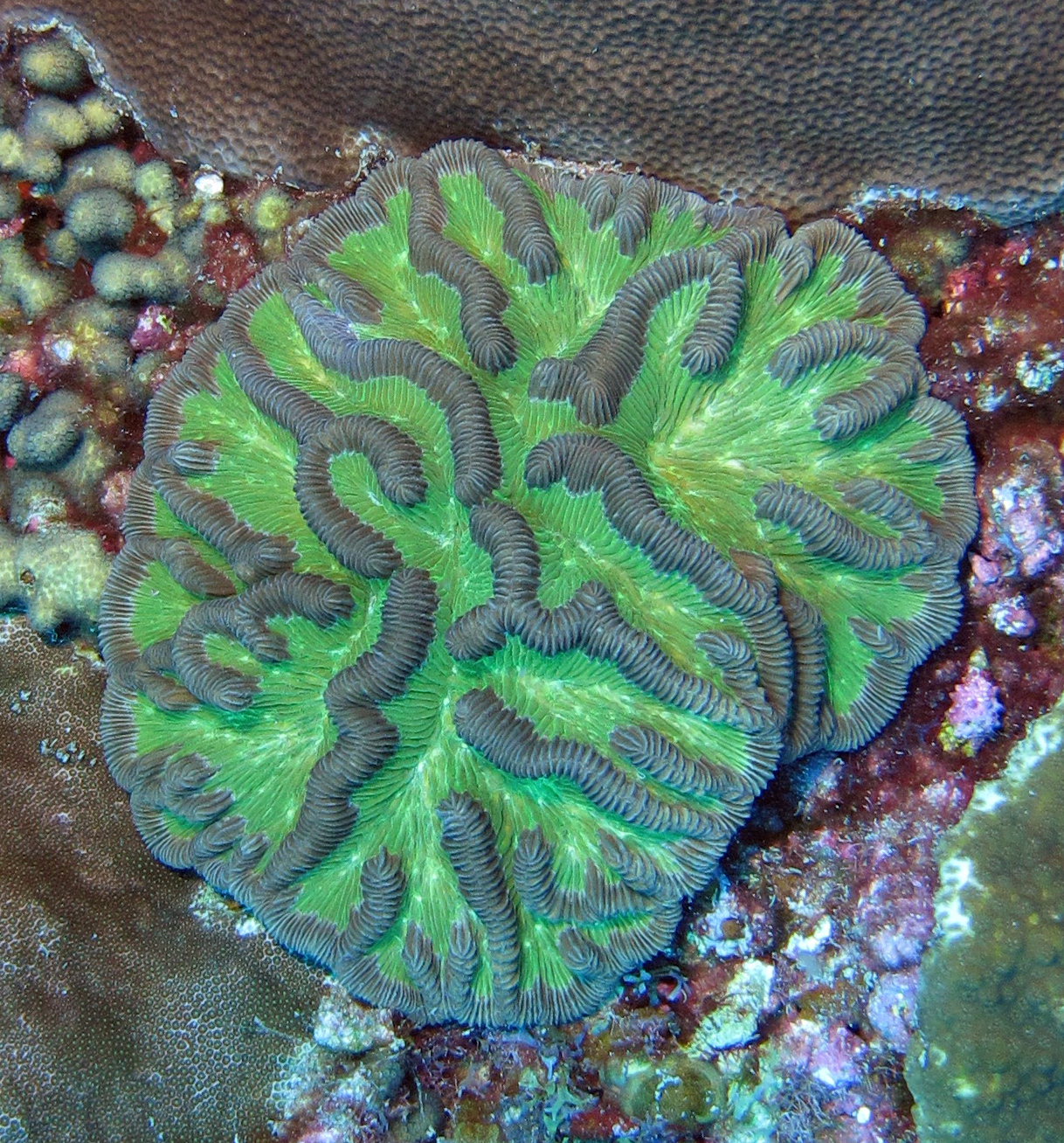
Colonia joven de C. natans en Flower Garden Banks
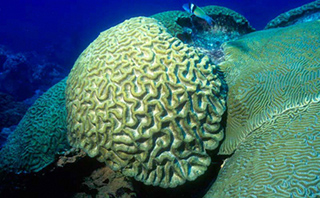
Colonia en Flower Garden Banks